# Quand les hommes vivront d'amour
Quand les hommes vivront d'amour est une chanson québécoise composée par Raymond Lévesque en 1956 alors qu'il vivait à Paris. Elle a d'abord été enregistrée par Eddie Constantine avant que l'auteur la rende populaire à son propre compte. Cette chanson est l'œuvre de sa carrière et celle qui a assuré son succès.

## Présentation
La chanson, qui appelle à la paix, est teintée d'humanisme. C'est à propos de la guerre d'indépendance de l'Algérie que Raymond Lévesque écrit cette chanson, en 1956,. Cette guerre, qui était le déclenchement des décolonisations, a inspiré bien des Québécois et l'auteur n'y était pas insensible. La chanson deviendra certainement la chanson québécoise la plus connue de toute la francophonie.

## Interprétations
Au cours des années, elle fut interprétée par Eddie Constantine,, et reprise par un grand nombre d'artistes québécois dont, Raymond Lévesque, lui-même, Fabienne Thibeault, Pauline Julien, Michel Louvain, Nathalie Simard, René Simard, Félix Leclerc, Gilles Vigneault, Robert Charlebois, Offenbach, Luce Dufault, Céline Dion et français, par exemple Bourvil, Jean Sablon, Renaud, Cora Vaucaire, Enrico Macias, Catherine Ribeiro
 et Hervé Vilard.
Le 13 août 1974, Félix Leclerc, Gilles Vigneault et Robert Charlebois ouvraient dans la ville de Québec la Superfrancofête (le Festival international de la jeunesse francophone) et reprenaient à la fin du spectacle, cette chanson pacifiste de Raymond Lévesque,,.
En 2000, Philip Glass édite un album intitulé, Songs from liquid days, dans lequel il y a une interprétation de cette chanson.
En 2003, les Enfoirés en ont fait leur chanson principale du spectacle.
En 2005, dans le cadre d'un concours de la Fête nationale du Québec, le Mouvement national des Québécoises et Québécois a désigné cette chanson comme étant la préférée des Québécois et une des meilleures de tous les temps.
En 2016, Renaud l'interprète aux côtés de David McNeil et de Robert Charlebois en chanson bonus de l'album Renaud (album).
Au cours des années, Quand les hommes vivront d'amour a été traduite dans de nombreuses langues et de nombreux pays.

## Album
Un album, sorti en 2006, compile diverses versions de cette chanson, reprise par différents artistes, dont Raymond Lévesque, Eddie Constantine (en français et en allemand), Marie-Élaine Thibert, 	Bruno Pelletier, Offenbach, Luce Dufault, Les Enfoirés, l'interprétation de Richard Séguin, Bruno Pelletier, Daniel Lavoie et Marie-Jo Thério en 2001, ainsi que l'interprétation par Félix Leclerc, Gilles Vigneault et Robert Charlebois le 13 août 1974. Il est sorti pour fêter les 50 ans de la création du titre. En outre, cet album comprend trois anciennes chansons de Raymond Lévesque (Les trottoirs, La famille, Bozo les culottes).

## Divers
Cette chanson, interprétée par son créateur Raymond Lévesque, sert de générique final au tout dernier épisode de la série télévisée de France 3 Un village français (épisode 12 de la saison 7 L'embarquement).